# Felippe Wagner
Felippe Wagner (Eldorado, 23 de julho de 1928) foi um piloto e diretor presidente da EWM Aviation Ground, tendo voado como comandante por mais de 30.000 horas.
Agraciado com várias honrarias, tais como: Placa de honra ao mérito outorgada por sua Excelência Ministro da Aeronáutica ao Piloto mais antigo em atividade na Transbrasil, medalhas Santos Dumont e Mérito aeronáutico no grau de Cavaleiro.
O Cmte. Felippe Wagner é um exemplo a seguir para todos os jovens aviadores. Participava de cada tomada de decisão, acompanhava de perto cada professor, inspecionava cada detalhe, e o mais importante, escutava cada um dos alunos.
- Quando piloto da Transbrasil, o Cmte. Wagner foi um dos responsáveis por introduzir as aeronaves Boeing 767 no Brasil. Depois de quase 3 décadas voando nesta empresa, a preocupação com a qualidade na formação dos novos tripulantes, foi o incentivo que fez com que o Cmte. Wagner iniciasse um projeto de treinamento dentro da própria Transbrasil. O resultado deste projeto acabou surgindo fora das instalações da empresa, na forma da pioneira EWM, que trazia na época uma proposta de formação de altíssima qualidade para os padrões da época.== Boeing 767-200 ==

No dia 18 de junho de 1983, que o primeiro Boeing 767-200, prefixo PT-TAA, da Transbrasil, pousou no aeroporto de Congonhas, sob o comando do Cmte. Felippe Wagner, em território brasileiro, marcando o início de uma nova fase na aviação comercial brasileira. 
Sob seu comando, a tripulação do Boeing 767-200 conduziu dois voos a baixa altura sobre o Distrito Federal, no aeroporto Internacional de Juscelino Kubitschek e São Paulo, no aeroporto de Congonhas.
Era a primeira vez que um jato de terceira geração operava em território brasileiro, trazendo o conceito do glass cockpit, cabine equipada com tubos de raios catódicos, tecnologia digital que substituía os antigos mostradores e instrumentos analógicos.
Ele comandou o voo de traslado do primeiro widebody da Transbrasil para o Brasil, tendo ao seu lado o então presidente da companhia, Omar Fontana.
Nas palavras do Cmte. Wagner, “Para quem só operava jatos clássicos, a chegada do 767 representava um grande salto. O grupo de voo estranhou bastante, afinal estava acostumado a navegar apenas através de auxílios terrestres. Incorporar os conceitos de navegação inercial e do sistema de gerenciamento de voo foi um verdadeiro desafio.”
Além disso, havia outro detalhe: o Boeing 767 eliminava do cockpit a posição do engenheiro de voo, que até aquela época, era indispensável. 

## O último voo
Retratado em vídeo, com a Música de fundo do Comandante Omar Fontana, fundador da Trans-Brasil Linhas Aéreas, e ele também está neste filme histórico ao lado do Comandante Felippe Wagner na cabine do Boeing da Trans-Brasil em seu último voo antes da aposentadoria.

## Atividade docente
Depois de quase 3 décadas voando pela Transbrasil, a preocupação com a qualidade na formação dos novos tripulante, foi o incentivo que fez com que o Cmte. Wagner iniciasse um projeto de treinamento dentro da própria Transbrasil. 
O resultado deste projeto acabou surgindo fora das instalações da empresa, na forma da pioneira EWM, que trazia na época uma proposta de formação de altíssima qualidade para os padrões da época, voltada à formação de pilotos, comissários de voo, despachantes operacionais de voo e mecânicos.
Ao todo, mais de 30 mil profissionais da aviação foram formados durante sua gestão.
Junto ao Departamento de Aviação Civil (DAC) e à Agência Nacional de Aviação Civil (ANAC), atuou no desenvolvimento de políticas públicas e regulatórias para o ensino da aviação, ora com proposições técnicas, ora como conselheiro.

## Títulos honoríficos e condecorações
Foi agraciado com as principais honrarias do Ministério da Aeronáutica, através da Força Aérea Brasileira (FAB) por ter prestado notáveis serviços ao País e se distinguido no exercício de sua profissão, como reconhecimento dos serviços prestados à Aeronáutica.
| Ano  | Títulos Honoríficos e Condecorações                                                                                     |
| ---- | --- |
| 1974 | Agraciado com a Medalha de Mérito Santos-Dumont pela Força Aérea Brasileira                                             |
| 1981 | Agraciado com a Medalha de Mérito Aeronáutico no Grau Cavaleiro pela Força Aérea Brasileira                             |
|      | Medalha de Mérito Histórico e Cultural pela Academia Brasileira de Arte, Cultura e História                             |
|      | Comenda Padre Anchieta pela IACPVC                                                                                      |
|      | Mérito Filosófico e Cultural pela Sociedade Brasileira de Filosofia, Literatura e Ensino                                |
|      | Soberana Ordem Dom Pedro I                                                                                              |
|      | Mérito Cívico e Cultural de São Paulo pela Sociedade Brasileira de Heráldica e Humanística                              |
|      | Mérito Histórico pela Sociedade Brasileira de Filosofia, Literatura e Ensino                                            |
|      | Mérito Profissional - ANACO                                                                                             |
|      | Comendador pela Sociedade Brasileira de Estudos Municipalistas                                                          |
|      | Distintivo pelo Ministério da Aeronáutica - Força Aérea Brasileira, SERAC IV - Quarto Serviço Regional de Aviação Civil |
|      | Medalha Centenário de José Bonifácio de Andrade e Silva pela Sociedade Brasileira de Heráldica e Humanística            |
|      | Medalha da Ordem de São Maurízio de Thebas Faixa Grã Cruz                                                               |

## Salas de aulas e memorial – homenagens póstumas
O “Espaço de Ensino Comandante Felippe Wagner” foi uma homenagem realizada pela ABRAPAC – Associação Brasileira de Pilotos de Aviação Civil, em evento realizado na Jornada Aeronáutica de 2017, Ao Fundador da EWM Escola de Aviação, onde mais de 25 mil profissionais da aviação foram formados, dará nome ao espaço de ensino existente na sede da ABRAPAC em São Paulo.
A EWM Escola de Aviação Civil, realizou homenagem ao fundador, transformando a sala da direção em memorial de suas conquistas, trazendo objetos e prêmios recebidos.

### Falecimento
Em 2016, falece o Cmte. Felippe Wagner devido a complicações pulmonares. Segundo seu médico e amigo, o Dr. João Paulo Velasco Pucci,  ele já estava bem idoso e tinha doença pulmonar há anos.
"Hoje meu coração dói. Você foi meu primeiro implante de marca-passo ainda quando residente. Muito mais do que paciente se transformou em amigo, meu avô por consideração! Companheiro de um bom vinho com queijo branco como você gostava. Companheiro de vôo e dê conselhos que jamais vou esquecer. Eu choro, mas a aviação brasileira também perde o seu maior e melhor representante. Hoje, por ironia do destino, voarei num Boeing 767, avião que você trouxe para o Brasil e majestosamente pousou no aeroporto de Congonhas. Nunca mais um simples voo de avião será o mesmo! Sentirei saudades eternas meu velho amigo Comandante Felippe Wagner! Vá com Deus. Esteja sempre nos céus, pois assim sempre estaremos juntos!", palavras do Dr. João Paulo Velasco Pucci, médico e amigo do Comandante Felippe Wagner.